# Дульцин, Марк Соломонович
Марк Соломонович Дульцин— советский терапевт-гематолог, член-корреспондент АМН СССР, заслуженный деятель науки РСФСР, лауреат Государственной премии СССР, член КПСС.

## Биография
В 1927 году Дульцин М.С окончил медицинский факультет Московского государственного университета и был оставлен там в ординатуре.
С 1928 по 1929 год служил в Красной Армии.
С 1930 года работал в Центральном научно-исследовательском институте переливания крови.
В 1932 с должности ординатора Дульцин М.С был переведен на должность старшего научного сотрудника и занимает её до 1942 года.
С 1938 по 1941 год является профессором кафедры переливания крови ЦИУ.
В 1939 году Дульцин М.С защитил докторскую диссертацию на тему «Поздний хлороз».
С 1943 по 1948 год профессор кафедры госпитальной терапии 2-го Московского медицинского института.
В 1943 года он занимает должность заведующего гемо-терапевтической клиникой и одновременно с 1942 по 1947 год заместитель директора института по научной части.
С 1953 году Марк Соломонович возглавлял гематологическую клинику этого института.
Он был членом правления всесоюзных научных обществ терапевтов и гематологов, членом редколлегий журнала «Проблемы гематологии и переливания крови» и «Медицинского реферативного журнала».
Под руководством М. П. Кончаловского его ученики А. А. Багдасаров, Х. Х. Владос, М. С. Дульцин создали гематологическую школу в Центральном институте переливания крови и гематологии.
Скончался 3 октября 1969 года. Похоронен в Москве на Донском кладбище.

## Научная деятельность
М. С. Дульцин опубликовал около 150 научных работ. Под руководством М. С. Дульцина защищено более 50 кандидатских и докторских диссертаций.
Множество работ М.С Дульцина были посвящены проблеме лейкозов, в которых он предложил их классификацию и дал характеристику клинических, вариантов лейкозов. Он активно участвовал в разработке методов высушивания плазмы и сыворотки крови. Марк Соломонович был один из инициаторов применения препаратов сухой сыворотки для лечения отеков у больных с белковой недостаточностью в годы Великой Отечественной войны. Им была исследований была разработана рациональная система терапии интоксикаций с применением гемотрансфузий.
М. С. Дульцин изучал механизмы действия органотерапии при пернициозной анемии и переливания крови при ряде терапевтических заболеваний, возможности применения крови «универсального донора», состояние кроветворения у лиц, подвергшихся интоксикации некоторыми промышленными ядами, клинику макроцитарных, ахрестической и пернициозной анемий. Так же его исследования посвящены клиническим аспектам трансплантации костного мозга.
В последние годы жизни он работал над проблемами коллагенозов.

## Научные работы
- Лечение анемий (1943, совместно с Х. Х. Владосом)
- Классификация анемий (1948, совместно с Х. Х. Владосом)
- Гемотерапия в клинике внутренних болезней (1952, совместно с А. А. Багдасаровым)
- Вопросы клинической иммуногематологии (1960, совместно с И. Ю. Лорие)
- Гемопатии и коллагенозы (1961)
- Лейкозы (1965, совместно с И. А. Кассирским и М. О. Раушенбахом)
- Проблемы гематологии и переливания крови (1968, совместно с Сигидиным Я. А.)